# Боже, не тормози меня
«Боже, не тормози меня» (англ. Lord, Don't Slow Me Down) — документальный фильм 2007 года о группе Oasis и их турне в поддержку альбома Don't Believe the Truth, проходившем с мая 2005 года по март 2006.

## Сюжет
Длившееся почти год мировое турне в поддержку альбома «Don't Believe the Truth» далось манчестерской рок-группе Oasis отнюдь не легко. Миллионы поклонников по всему миру, оглушительные концерты, бесконечные награды... а также одинокие пустынные дороги, пьяные дебоши, изнурительные интервью, тоска по дому и уже обросшие легендами ссоры между братьями Ноэлом и Лиамом Галлахерами, все ближе подводившие группу к неминуемому распаду — все беспристрастно запечатлено на черно-белой плёнке, позволяющей зрителю пробраться за кулисы и проколесить по миру с Oasis.

## DVD-релиз
Боже, не тормози меня был выпущен на DVD 29 октября 2007 года.
Диск 1:
- Документальный фильм Боже, не тормози меня.
- Аудиокомментарии группы.
- Встреча Ноэла Галлахера с поклонниками, снятая в 2006 году.

Диск 2:
- Выступление Oasis на стадионе Этихад 2 июля 2005 года.
- Сет-лист:
  1. "Fuckin' in the Bushes"
  2. "Turn Up the Sun"
  3. "Lyla"
  4. "Cigarettes & Alcohol"
  5. "The Importance of Being Idle"
  6. "Little by Little"
  7. "A Bell Will Ring"
  8. "Acquiesce"
  9. "Songbird"
  10. "Live Forever"
  11. "Mucky Fingers"
  12. "Wonderwall"
  13. "Rock 'n' Roll Star"
  14. "The Meaning of Soul"
  15. "Don't Look Back in Anger"
  16. "My Generation"